# حسين بيجني (مقاطعة فسا)
حسين بيجني (بالإنجليزية: Tolombeh-ye Gholam Hoseyn Bizheni)‏ هي human-geographic territorial entity تقع في فارس في إيران.